# Cmentarz żydowski w Wałbrzychu
Cmentarz żydowski w Wałbrzychu – nekropolia żydowska położona na południowy zachód od centrum Wałbrzycha.

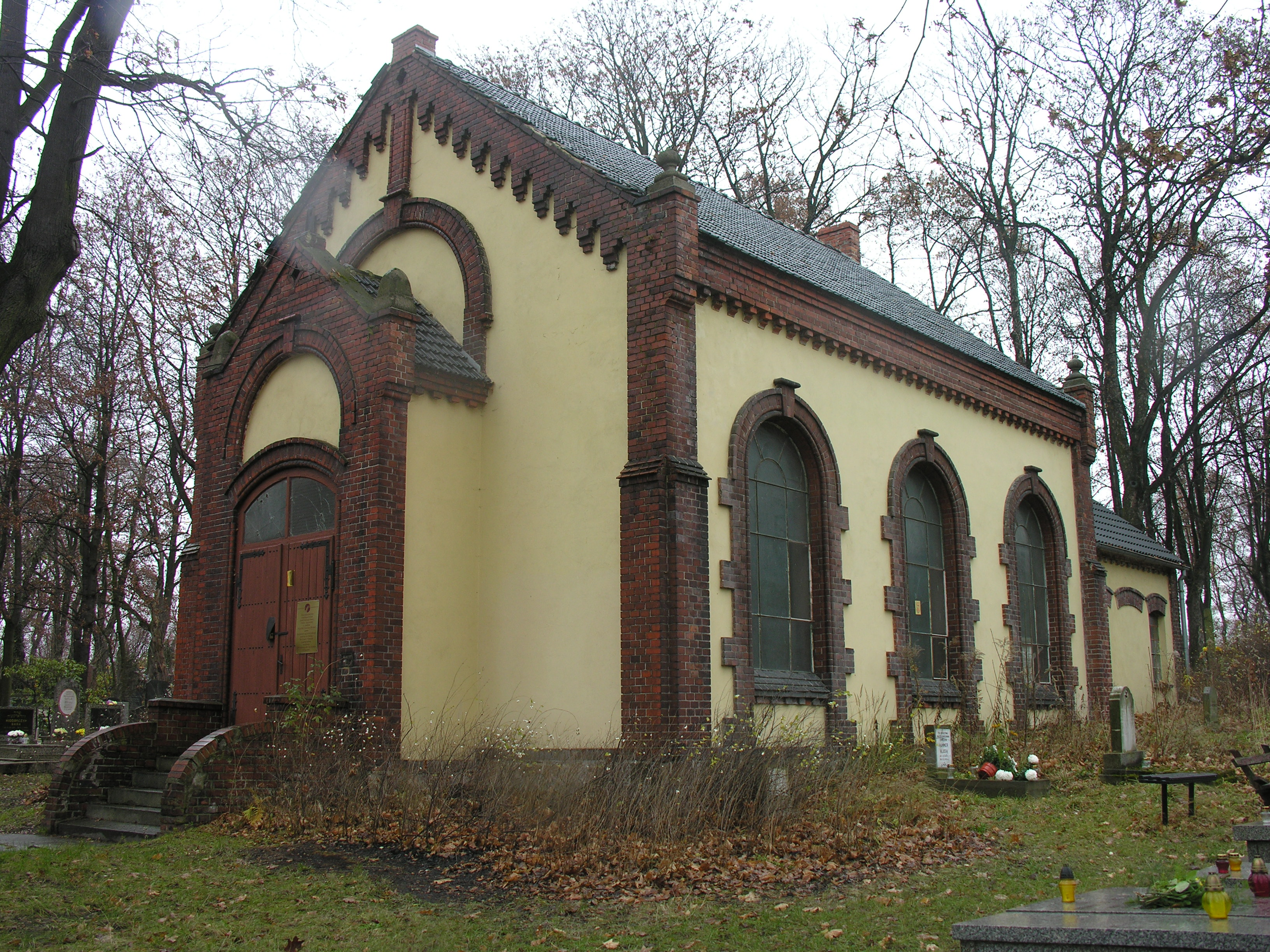
Neogotycki dom przedpogrzebowy z początków XX w.

Nekropolia żydowska została założona w 1902 jako część cmentarza miejskiego położonego pomiędzy obecnymi ulicami: Przemysłową, Matejki, Moniuszki i Sikorskiego. Pierwotnie cmentarz miejski posiadał trzy części: katolicką, ewangelicką i żydowską. Ich granice są nadal czytelne w terenie. Część żydowska zajmuje południowo-wschodni narożnik cmentarza miejskiego między ulicami Moniuszki i Sikorskiego. Jej powierzchnia wynosi 0,4 ha. W centrum znajduje się dom przedpogrzebowy. W części zachodniej dominują nagrobki wystawione przed II wojną światową. Jest tu również pomnik poświęcony osobom zmarłym w obozach koncentracyjnych. W części wschodniej znajdują się wyłącznie nagrobki wystawione po II wojnie światowej. Nekropolia żydowska jest otoczona ogrodzeniem z siatki. Cmentarz żydowski w Wałbrzychu jest jedną z trzech czynnych żydowskich nekropolii na terenie województwa dolnośląskiego.